# Synagogue de Cattenom
La synagogue de Cattenom est une synagogue située dans la commune française de Cattenom dans le département de la Moselle dans le Grand Est.
Elle a été construite après 1854. La synagogue profane est située au n° 4 de la rue de la Synagogue. Elle est aujourd'hui utilisée comme atelier de menuiserie.
La synagogue a été utilisée pour des services jusqu'en 1928, date à laquelle elle a été vendue à un particulier. 